# Сирота, Любовь Макаровна
Любо́вь Мака́ровна Сирота́ (род. 21 июня 1956, Иртышск) — поэтесса, прозаик, переводчик, публицист, драматург. Пишет на русском и украинском языках. Её произведения переведены на многие языки мира.

## Биография
Родилась в 1956 г. в Казахстане, г. Иртышеск Павлодарской области. Детство и юность прошли в столице Киргизии Фрунзе (ныне Бишкек).
В 1975 г. переехала с родителями на прародину — на Украину, где окончила филологический факультет Днепропетровского государственного университета.
Работала руководителем литературного объединения «Поиск» в г. Комсомольске Полтавской обл., а с 1983 г. руководила литобъединением «Прометей» ДК «Энергетик» г. Припять, где до Чернобыльской катастрофы и эвакуации проживала с маленьким сыном Александром
После эвакуации из Припяти Любовь Сирота организовала творческую группу припятчан, чтобы стихом, песней, слайдами и фильмами нести правду о городе энергетиков и его людях, за что была награждена премией им. Александра Бойченко.
До 1992 г. работала редактором художественных фильмов в ТО «Луч» киевской киностудии им. А. Довженко. Ныне на пенсии, продолжает литературную деятельность.

## Творчество
Писать стихи начала в раннем возрасте. В юности была членом городского литобъединения «Горные Зори». Первые произведения печатались в периодике Киргизии.
На базе литобъединения «Прометей» ДК «Энергетик» г. Припять совместно с дискотекой «Эдисон 2» организовала экспериментальный поэтический «диско-театр», в котором поставила два своих спектакля: музыкально-поэтический «Мы не могли друг друга не найти» и спектакль о Марине Цветаевой «Моя специальность — жизнь».
До Чернобыльской катастрофы произведения Любови Сироты публиковались в коллективных сборниках, альманахах, в газетах «Правда Украины», «Літературна Україна», журналах «Україна», «Дніпро» и др. СМИ бывшего СССР и Украины. А после выхода в свет книги «Ноша» и фильма известного кинодокументалиста Роллана Сергиенко «Порог», соавтором и одним из героев которого она была, поэзия Любови Сироты стала известна во всем мире.
"Не забыта трагедия Чернобыля, не забыты люди, которые спасли нас, — эта жажда памяти, гражданская боль и есть сердцевина «Ноши», " — написал в предисловие к поэтическому сборнику известный украинский поэт Владимир Забаштанский.
А профессор русской литературы Бергамского университета Уго Перси, большую часть короткого обзора русской литературы экологического направления «Отражение экологического мышления в русских художественных текстах XX века», посвятивший анализу поэзии Любови Сироты, отметил, что «Ноша» — «один из первых текстов, по-настоящему, заявляющих об экологической катастрофе, нам всем угрожающей», выделив стихотворение «Радиофобия» как этически-экологический стержень всего сборника. Стихотворение «Радиофобия» прозвучало в фильме «Порог» и во многих радиопрограммах; вдохновило Хулио Сото — режиссёра фильма «Радиофобия» (Испания — США) и художника Майкла Геновеза — автора оконных фресок с текстом этого произведения в Украинской Деревне в Чикаго в 2006 г. («RADIOPHOBIA». A Chernobyl Poem by Lyubov Sirota, in Russian. Enamel on glass, Chicago, IL., 2006)
Особенно полно тема Чернобыльской трагедии освящена в эссе Любови Сироты о женской чернобыльской доле «Непосильная ноша» и в её книге прозы, рассказывающей о трагической судьбе молодой припятчанки, отчаянно борющейся за жизнь своего сына, — киноповести «Припятский синдром», изданной при поддержке Международной общественной организации «ПРИПЯТЬ.ком» и сайта города Припяти в апреле 2009. Позже книга была переиздана на русском в «АДЕФ-Украина», 2011 г. (ISBN 978-966-182-031-8), а также вышла на украинском и английском языках: в издательстве «Просвита» (Киев), 2011 г. (ISBN 978-966-2133-65-3); и в издательстве «Publisher: L&L Publishing» (США), 2013 г. (ISBN 1-4909-7098-3, ISBN 978-1-4909-7098-1).
В 2011 г. вышел уникальный поэтический фотоальбом Любови Сироты «Ангелу Припяти», презентация которого состоялась на вечере памяти 04.02.2011 г. «День Припяти в Национальном музее „Чернобыль“».
В 2013 г. в Издательском Доме «Киево-Могилянская академия» вышел сборник стихов и поэм Л. Сироты разных лет на русском и украинском языках «У перехода». Книга иллюстрирована рисунками Екатерины Исаенко.
В марте 2016 года в издательстве: «Книжный Клуб «Клуб Семейного Досуга» книжного «Клуба семейного досуга» вышло третье издание книги «Припятский синдром».
Также в 2016 г. в издательстве «Просвита» вышел новый поэтический сборник Любови Сироты «Припятская береста» на русском  и украинском языках с предисловием редактора издания, известного поэта Василя Кличака «Поэтическая драгоценность чувств» и послесловием заслуженного деятеля искусств Виктора Грабовского «Основы новейшего мышления».
Её произведения переведены на английский, немецкий, польский, испанский, итальянский, японский и др. языки. А благодаря профессору Вашингтонского университета Полю Брайнсу её стихи (в английских переводах Елизаветы Рич и Леонида Левина) звучали по Национальному радио Америки (program Terra Infirma), были опубликованы в антологиях: «Life on the Line: Selections on Words and Healing»; «Perspectives from the Past»; «A Fierce Brightnesss: Twenty-Five Yars of Women’s Poetry», а также в канадских и американских журналах: «Calyx», «Жиночий Світ», «Промінь», «Journal of the American Medical Association»; «New York Quarterly», «WISE», «The Russell Record Magazine», «The Modern Review», «In Our Own Words» и др.
Она — автор «Обращения жертв Чернобыльской катастрофы к землянам» и один из инициаторов Международной ежегодной акции «Спасенная планета», которая уже с первого шага — 26 апреля 1998 года нашла немало сторонников в разных странах мира.
Переводит с украинского. Её переводы поэзии Василя Стуса вошли в уникальное двуязычное издание: Василь Стус «Вот так и ты сгорай», Издательский Центр «Просвита», Киев, 2005 г.

### Книги
- Ноша: Лирика. — Киев: Рад. пысьмэннык, 1990., 76[1] с. Худ. оформление Андрея Чебыкина — ISBN 5-333-00637-7
- Припятский синдром: киноповесть. — Полтава: ООО «АСМИ», 2009., 196 с. — ISBN 978-966-182-031-8; переиздана в «АДЕФ-Украина», 2011г. — ISBN 978-966-182-031-8
- Василь Стус. Вот так и ты сгорай/Отак і ти згоряй. Двомовне видання: Поэзия: — Киев: изд. центр «Просвита», 2005 г., 288с.: ил. — Парал. укр., рос. (Редактор и составитель Виктор Грабовский; Втуп. слово Е. Сверстюка; Послесловие Л. Лукъяненко; Перевод на рус. Л. Сироты и А. Ткаченко; Ил. П.Заливахи) — ISBN 966-8547-49-7
- «Ангелу Припяти»: Сирота Л., поэтический фотоальбом Припяти, Киев, ИД «АДЕФ-Украина» при поддержке МОО «Центр ПРИПЯТЬ.ком», 2010 г., 40с., ил.: доаварийные фотографии из архива студии ПРИПЯТЬ-ФИЛЬМ, современные снимки г. Припять и Чернобыльской зоны из архива сайта PRIPYAT.com — Парал. рус., англ. — ISBN 978-966-187-089-4
- У перехода: Лирика, поэмы, проза — К.: Видавничий дім «Києво-Могилянська академія», 2013. — 208 с. — ISBN 978-966-518-618-2
- Припятский синдром: роман. — издательство: «Книжный Клуб «Клуб Семейного Досуга», 2016г. — ISBN 978-617-12-0504-8
- «Припятская береста»: поэзия; — Киев: издательство «Просвита», 2016. — 328, с. — ISBN 978-617-7201-29-7
- Любовь Сирота "И пока небо еще светит нами, или про Свободу, Достоинство и Любовь": роман,  — К.: Видавничий дім «Києво-Могилянська академія», 2024. — 224 с. — ISBN 978-966-518-817-9

- Издания на английском

### Другие публикации
- «Чернобыль. Дни испытаний». Книга свидетельств. Стихи, очерки, рассказы, отрывки из романов и повестей, интервью. — Киев: Рад. пысьмэннык, 1988., твердый переплет, 509 стр., тираж: 115000 экз. — (Любовь Сирота. Припяти — триптих, стр.436-438).
- «Моделирование будущего реальность» — ПОСТ ЧЕРНОБЫЛЬ/POST CHERNOBYL", 2004 г.
- Из поэмы «Припятская Береста» — «ПОСТ ЧЕРНОБЫЛЬ/POST CHERNOBYL»,№ 4 (16) апрель 2005
- «Непосильная ноша» — «ПОСТ ЧЕРНОБЫЛЬ/POST CHERNOBYL», № 3-22 январь-май 2008 г.